# Тучинская, Александра Яковлевна
Александра Яковлевна Тучинская (29 марта 1948, Киев — 29 марта 2015, Санкт-Петербург) — историк театра, критик. Автор ряда статей о театре и кинематографе.

## Биография
Родилась 29 марта 1948 года в Киеве, в семье Якова Абрамовича Тучинского (1916—2001), уроженца города Тальное Уманского уезда Киевской губернии, и Тойбы (Татьяны) Ароновны Тучинской (урождённой Зингер, 1925—1998).
В 1969 году поступила на театроведческий факультет Ленинградского Государственного института театра, музыки и кинематографии (ныне Российский государственный институт сценических искусств), который окончила в 1974 году. Затем год работала заведующей литературной частью Киевского театра кукол, а в 1975 году окончательно переехала в Ленинград.
Работала в Доме-музее Ф. И. Шаляпина, а с декабря 1976 года в течение 40 лет служила научным и главным научным сотрудником в Санкт-Петербургском музее театрального и музыкального искусства. Диапазон научных интересов — от театра XIХ и XX вв. до современных авангардных экспериментов — определил широту тематики лекционной и экскурсоводческой деятельности Александры Тучинской. Участие в научных международных конференциях в России, а также за рубежом, принесли ей известность среди исследователей театра в разных странах.
Скончалась 29 марта 2015 года в Санкт-Петербурге в возрасте 67 лет после тяжелой болезни. Урна с прахом в колумбарии Санкт-Петербургского крематория.

## Деятельность
Много лет Александра Тучинская занималась собирательской работой, особенно увлеченно занимаясь В. Э. Мейерхольдом. Благодаря её энтузиазму и эрудиции в фонды Театрального музея поступил ряд архивных материалов и раритетных экспонатов. Она активно участвовала в описании и систематизации персональных архивов, хранящихся в музее. Не менее успешно организовывала выставки, находила в архивах редкие материалы, вела иную повседневную музейную работу. Постоянно консультировала практиков театра, сотрудников иных музеев, представителей прессы.
С 1985 года Тучинская сотрудничала с выдающимся кинорежиссёром Александром Сокуровым — была консультантом и редактором многих его документальных и игровых фильмов, среди которых «Элегия», «Духовные голоса», «Повинность», «Смиренная жизнь», «Камень», «Тихие страницы», «Мать и сын», «Молох», «Телец», «Русский ковчег».
Александра Тучинская постоянно участвовала в театральной жизни России и Ленинграда-Петербурга. Она состояла в экспертных советах Национальной театральной премии «Золотая Маска», Молодежной театральной премии «Прорыв», в совете Комитета по культуре Санкт-Петербурга по рейтингу городских театральных фестивалей. Неизменно участвовала в работе фестивалей «Балтийский Дом», «Александринский», «Встречи в России», которые впоследствии анализировала в профессиональных изданиях.
Глубокий исследователь, автор статей по истории театра, талантливый критик, выступавший с обзорами современной художественной жизни в петербургской и федеральной прессе (Искусство кино, Театр, Русский журнал, Экран и сцена и др.), яркий лектор, Александра Тучинская была примером состоявшегося специалиста-театроведа, активного деятеля культуры. Немалое число более молодых коллег называют её своим учителем в профессии.
Посмертно вышла её книга:
Александра Тучинская. Избирательное сродство: театр, театральная критика, сборник статей—СПб.: Борей Арт, 2015

## Публикации (избранное)
- Октябрь 2002 — «Творческие муки Эймунтаса Някрошюса» (Русский Журнал)
- Март 2003 — «Слово силу ломит, или Житие детройсткого рэпера» (Русский Журнал)
- Май 2003 — «Маски-шоу по Булгакову» (Русский Журнал)
- Ноябрь 2003 — "Убийственный призрак творчества " (Русский Журнал)
- Ноябрь 2003 — «Времена года» Эймунтаса Някрошюса (Русский Журнал)
- Июль 2007 — "Ужас обыденности. «Александра», режиссёр Александр Сокуров (Искусство Кино), № 7
- Март 2008 — "Сергей Дебижев: «Кино — это авантюра» (Искусство Кино), № 3
- Май 2008 — «Легенда Виктора Гвоздицкого» (Петербургский Театральный Журнал), № 3 [53] 2008
- Сентябрь 2008 — "Сергей Овчаров: «Я готов ставить чеховский „Вишневый сад“ ещё и ещё…» (Искусство Кино), № 9
- Ноябрь 2008 — Шаляпин и Мейерхольд в кино (Искусство Кино), № 11
- Апрель 2010 — "Житейские и эстетические воззрения «Такого Театра» (Петербургский Театральный Журнал), № 2 [60] 2010
- Сентябрь 2010 — «Чеховский формат и современный контекст» (Экран и Сцена)
- Декабрь 2010 — «Обнажение души» (Экран и Сцена)
- Сентябрь 2011 — «Гамлет, шут датский» (Журнал Театр), № 2
- Октябрь 2011 — «Дьяволиада по доктору Фауст. „Фауст“, режиссёр Александр Сокуров» (Искусство Кино), № 10
- Октябрь 2011 — «Александринка: далекое и близкое» (Экран и Сцена)
- Декабрь 2011 — «Гедда в безвоздушном пространстве» (Экран и Сцена)
- Декабрь 2012 — «Новые дороги классики» (Экран и Сцена)
- Март 2013 — «Сад, лед, молоко» (Журнал Театр.)
- Ноябрь 2013 — «Русские типы и мировая душа» (Экран и Сцена)
- Декабрь 2013 — «По следам навязчивых сновидений» (Экран и Сцена)
- Март 2014 — «Фонетик и фанатик» (Журнал Театр.)
- Июнь 2014 — «Наваждение, или Русские вариации Персеваля» (Экран и Сцена)
- Тучинская А.Я. Актёр в режиссёрской системе Мейерхольда и эстетика конструктивистского спектакля // Вопросы театра. Proscaenium. — 2014. — №2 : Мейерхольдовские чтения. — С.153-167.